# Peter Schmidt (pallanuotista)
Peter Schmidt (Eisenberg, 1º dicembre 1937) è un ex pallanuotista tedesco orientale.
Ha fatto parte della Squadra Unificata Tedesca ai Giochi di Tokyo 1964, e della Germania Est ai Giochi di Città del Messico 1968.
Ha vinto 1 argento ai Campionati europei del 1966.